# معلوماتية الصحة الذهنية
معلوماتية الصحة الذهنية هي فرع من المعلوماتية الصحية أو السريرية تركز على استخدام تكنولوجيا المعلومات(IT) والمعلومات لتحسين الصحة العقلية. تعد معلوماتية الصحة الذهنية مجال متعدد التخصصات يعزز تقديم الرعاية والبحث والتعليم بالإضافة إلى التكنولوجيا والمنهجيات اللازم تنفيذها.

## الرعاية الصحية عن بعد
الرعاية الصحية عن بعد والطب والطب النفسي عن بعد هي طرق جديدة لتقديم الرعاية اصحبت ممكنة بفضل تكنولوجيا المعلومات - على وجه التحديد - تبحث مجموعة من الأبحاث في استخدام الأجهزة المحمولة لإِيصال الاقتراحات أو الذكيرات العلاجية في سياق الصحة النفسية.
يهتم جزء كبير من دراسات الرعاية الصحية عن بعد بالسكان المرضى الذين يصعُب توفير لهم الرعاية الصحية التقليدية ، مثل : سكان الريف أو الجنود أو المحاربين القدماء. هذه الفئات تستفيد من خدمات الرعاية الصحية عن بعد. كشف المفتش العام للمرافق الأمريكية لشؤون المحاربين القدامى في ولاية كارولينا الشمالية وفرجينيا ان 36 % من المرضى اضطروا للانتظار أكثر من شهر لأجراء المواعيد. يهتم العاملين في مجال الرعاية الصحية عن بعد لتقليل أوقات الانتظار هذه من خلال زيادة جوانب كفاءة هذه المواعيد.

### وجهات نظر المرضى
فإن إدخال استخدام كبير للتكنولوجيا الجديدة في الممارسة الطبية يعد خروجًا كبيرًا عن العلاج التقليدي للصحة العقلية. تبحث العديد من الدراسات في تأثير إدخال التكنولوجيا في الأنشطة الطبية العامة وكذلك علاجات الصحة العقلية على وجه التحديد. وجد استبياناً للعديد من الدراسات أن المرضى كانوا راضين عمومًا عن الرعاية الطبية التي يتلقونها عبر الرعاية الصحية عن بُعد، إلا أن فعالية وكفاءة البرامج ذكرت نتائج مختلطة. في العديد من الدراسات، من الصعب تحديد ما إذا كانت النتائج بسبب دخول التكنولوجيا، حيث فشل المؤلفون في وصف سبب قيام هذه النتائج بهذا التداخل.
اشارت دراسة تبحث في تصميم تطبيق للصحة العقلية السلبية على الهاتف المحمول لاستخدامه من قبل المراهقين والشباب إلى أن المراهقين سيكونون أكثر انفتاحًا على استخدام التكنولوجيا للمساعدة في مشكلات الصحة العقلية إذا تم تطويره كتطبيق للهاتف الذكي. بالإضافة إلى ذلك، سيكون المراهقون أكثر تحمسًا لاستخدام مثل هذه التطبيقات إذا كان هناك مكون اجتماعي أومتشعب، لكنهم أعربوا عن قلقهم المحتمل من التصورات السلبية حول استخدام التطبيق. تشير الأبحاث إلى أنه في حين يكافح المرضى الأكبر سناً لقبول التغييرات في الرعاية، فإن المقاومة التكنولوجية هي امر متعلق باختلاف الاجيال، مما يشير إلى أن الأجيال الحالية والمقبلة ستكون مفتوحة لاستخدام الرعاية الصحية عن بُعد.

### التكنولوجيا لتعزيز الممارسات الصحية
بالإضافة إلى توفير بيانات أكثر دقة وموثوقية لمقدمي الرعاية الصحية العقلية، فإن الهواتف الذكية لديها القدرة على تقديم تذكيرات للممارسات والمواعيد الصحية. يعلق جين حياة، مؤسس والرئيس التنفيذي لشركة Big White Wall، وهي مؤسسة اجتماعية للصحة السلوكية في المملكة المتحدة، على أن الرعاية الصحية العقلية الحالية تركز على الأمراض بدلاً من الممارسات والسلوكيات الصحية. على وجه الخصوص، أظهرت الأبحاث أن سفرنا والتواصل مع أشخاص آخرين على مدار اليوم هو عامل مهم في صحتنا العقلية الشاملة. يمكن للتطبيقات المستقبلية الاستفادة من أنظمة تحديد المواقع في الهواتف المحمولة الحديثة لتتبع النشاط الجغرافي المكاني للمستخدم واقتراح إجراءات معينة من خلال الإشعارات إذا تم اكتشاف أنماط خطيرة.

### زيادة تقديم الرعاية
بالإضافة إلى أنواع جديدة من العلاجات والتفاعلات، فإن إدخال التكنولوجيا والمعلوماتية لديه القدرة على تحسين فعالية وكفاءة الرعاية الصحية العقلية الحالية. وجدت دراسة مقرها المملكة المتحدة أن تدخلًا رقميًا بسيطًا مثل إرسال رسائل نصية قصيرة SMS (رسائل نصية) للمرضى قبل أيام قليلة من موعد الصحة العقلية قد قلل من المواعيد السريرية المفقودة بنسبة 25٪ إلى 28٪، مما أدى إلى توفير في التكاليف محتملة بمبلغ أكثر من £ 150 مليون.